# Toucari River
Der Toucari River ist ein Fluss an der Westküste von Dominica. Er verläuft im Parish St. John und mündet in der Toucari Bay ins Karibische Meer.

## Geographie
Der Toucari River entspringt an einem westlichen Ausläufer des Morne aux Diables (⊙) im Gebiet von Mal-en-Gamme. Er fließt an steilem Hang nach Westen durch Bernard Estate und mündet nach etwa 1,3 km in die Toucari Bay. Nach Norden schließt sich das Einzugsgebiet des Lamothe River an.